# Muckovské vápencové lomy
Muckovské vápencové lomy jsou přírodní památka západně od Muckova u Černé v Pošumaví v okrese Český Krumlov. Chráněné území  spravuje Krajský úřad Jihočeského kraje.
Předmětem ochrany jsou vápencové jámové lomy po neobvyklé hlubinné těžbě s působivými monumenty skalních pilířů, studijní plocha významných geologických fenoménů, zimoviště a shromaždiště devíti druhů netopýrů s dlouholetým výzkumem, botanická lokalita s chráněnými druhy rostlin.

## Historie
Vápenec se západně od Muckova těžil od sedmnáctého století do dvacátých let dvacátého století. Používal se jako plnidlo do syntetické gumy, pro výrobu zásypů a kosmetických pudrů v Paříži. Zásyp údajně dostávali v krabičce první pomoci vojáci odcházející na frontu během první světové války. V osmdesátých letech dvacátého století došlo v prostředním lomu ke zřícení obnažené stropní vrstvy dolomitického vápence, přičemž padající kameny smrtelně zranily mladého muže.

## Geologie
Ložisko krystalických a dolomitických vápenců je dlouhé asi jeden kilometr a jeho mocnost dosahuje až 45 metrů. Obklopují jej biotitické a silimanit-biotitické pararuly moldanubika. Těžba zpočátku probíhala jámovými lomy, ale posléze přešla na hlubinný způsob dobývání. V terénu jsou patrné pozůstatky tří lomů. Nejzápadnější měří 20 × 7 metrů a dosahuje hloubky deseti metrů. Obsahuje dvě podzemní komory. Největší prostřední lom má rozměry 50 × 20 × 4 metry a jeho jádrem je podzemní sál s několika mohutnými pilíři, které oddělují komory široké osm až deset metrů. K lomu patří také umělá skalní brána široká deset a vysoká sedm metrů. Východní lom měří 20 × 8 × 4 metry a v jeho stěnách je patrná lavice bílého kalcitického mramoru.

## Galerie

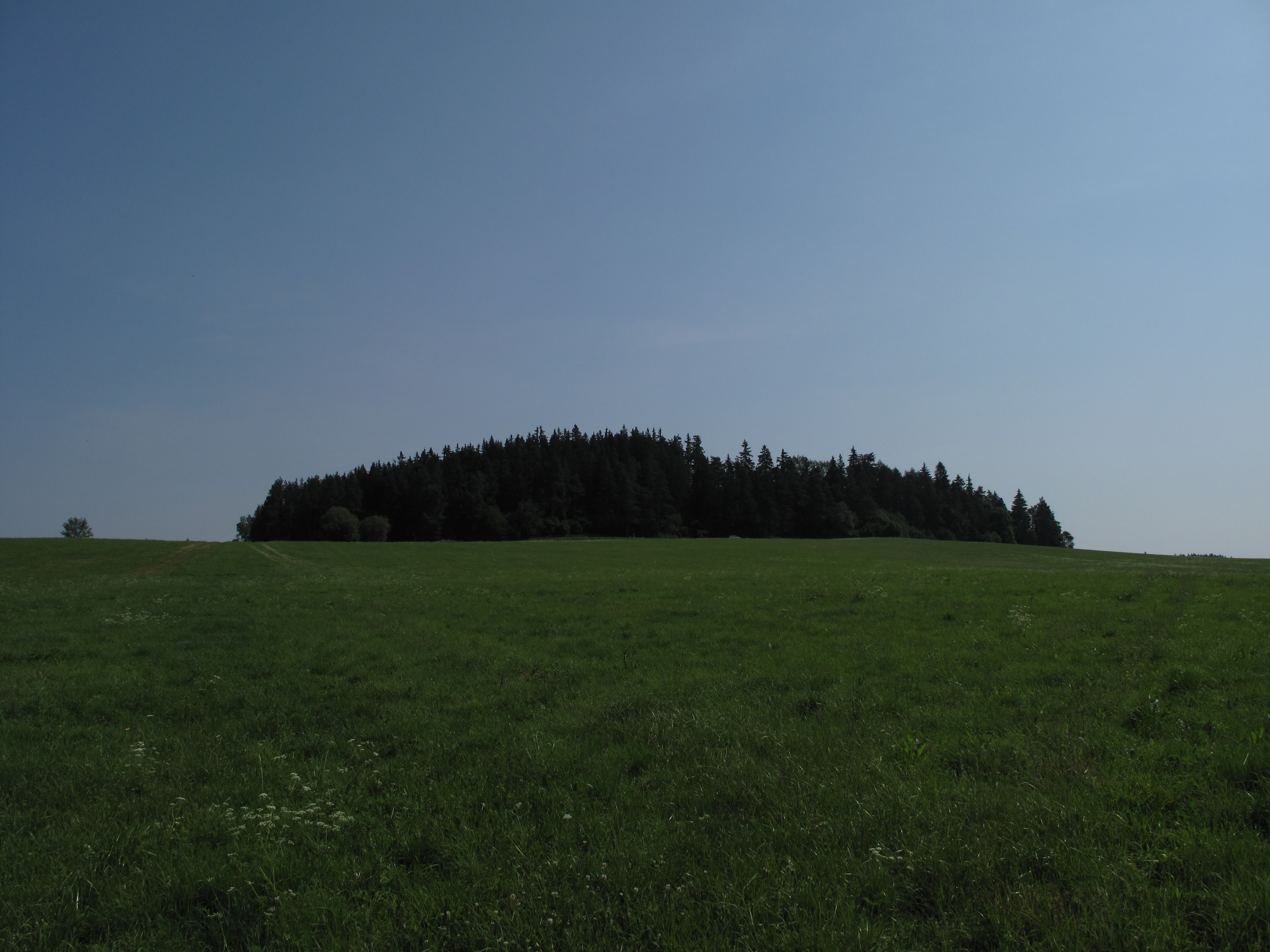
Celkový pohled
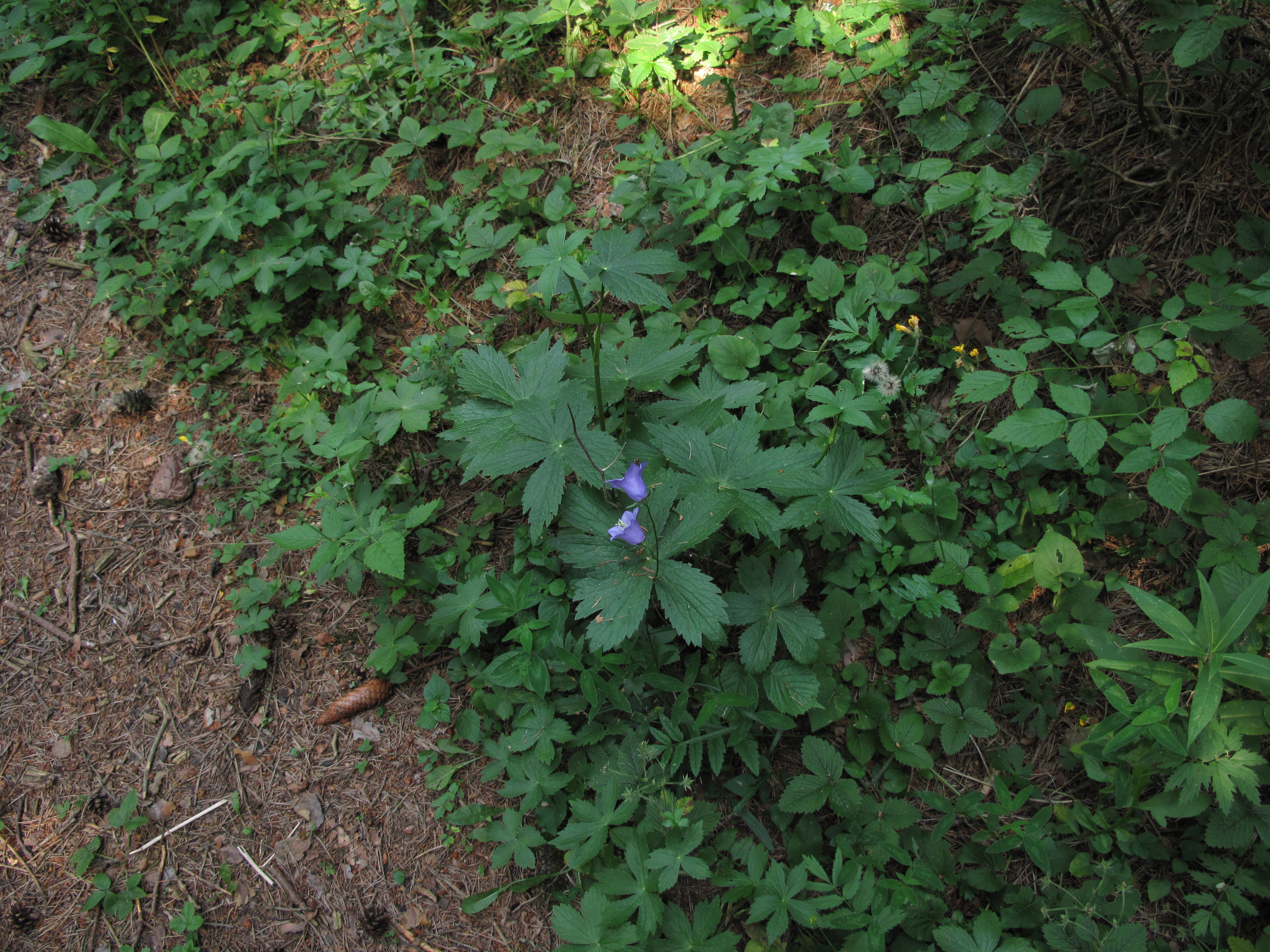
Zvonek
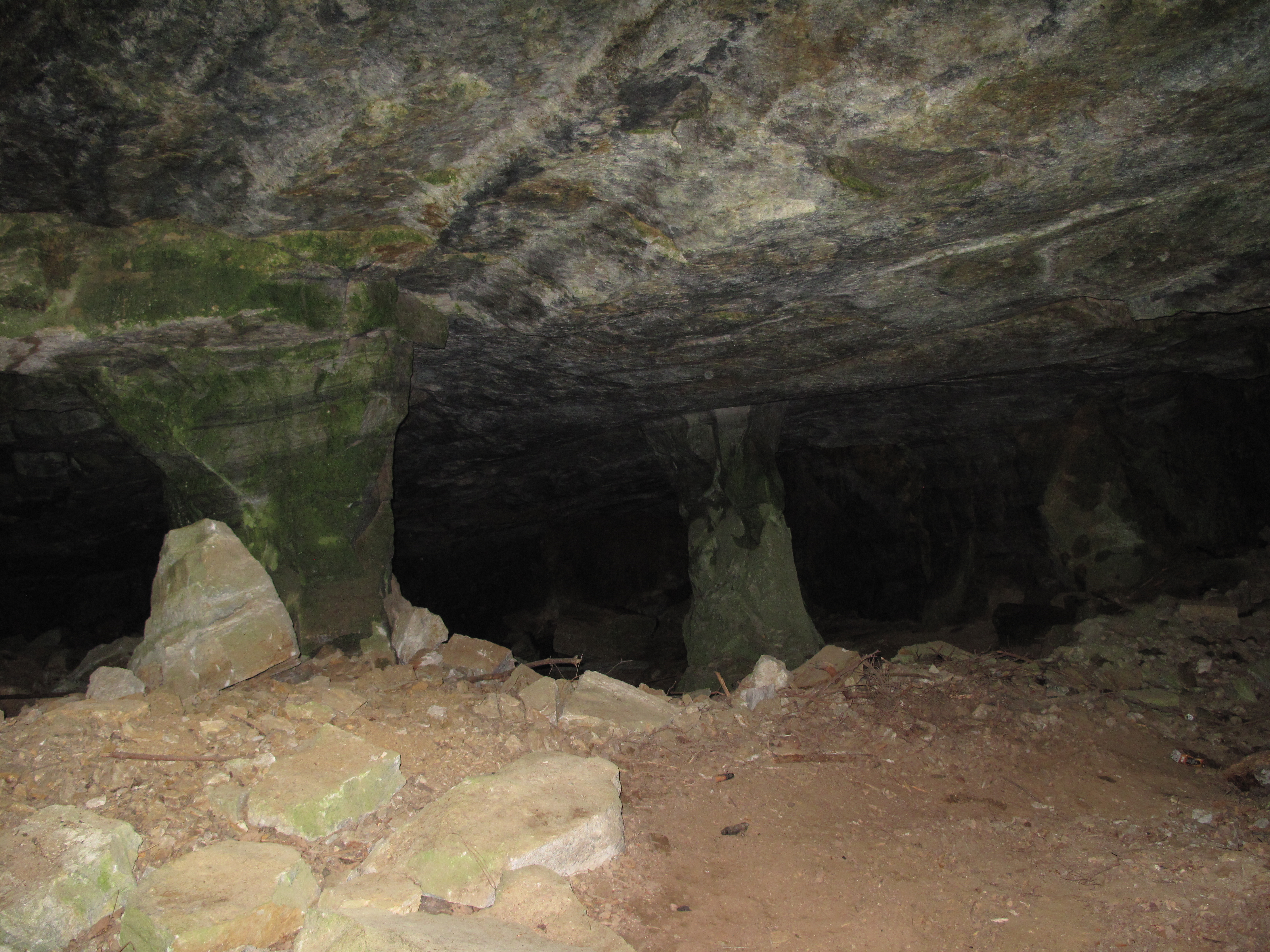
Pilíře
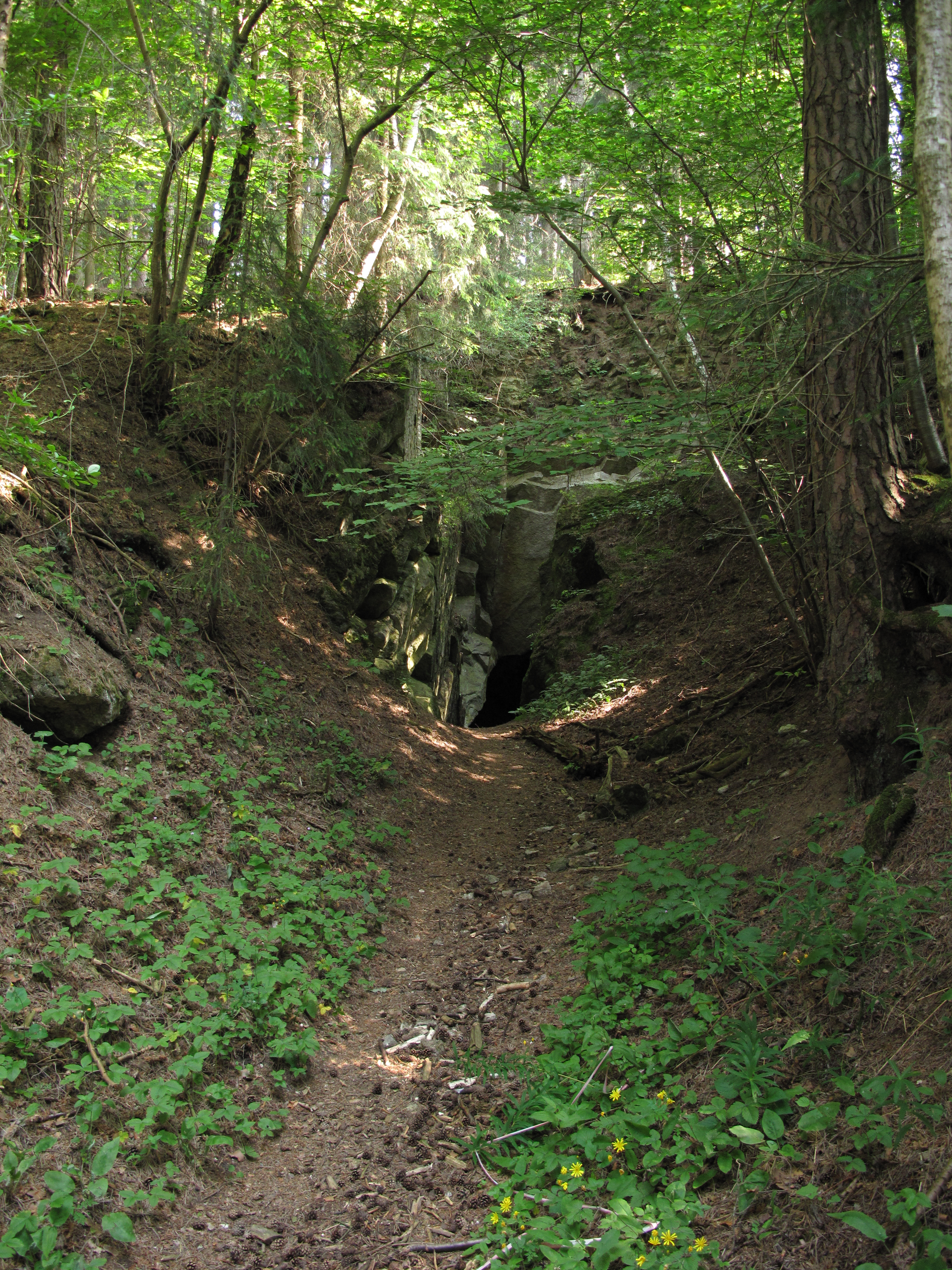
Přístup k lomu